# Ceropegia loranthiflora
Ceropegia loranthiflora är en oleanderväxtart som beskrevs av Karl Moritz Schumann. Ceropegia loranthiflora ingår i släktet Ceropegia och familjen oleanderväxter. Inga underarter finns listade i Catalogue of Life.